# Ruszt (budownictwo)
Ruszt – budowlana konstrukcja przestrzenna składająca się z dźwigarów (żelbetowych, stalowych, drewnianych), których osie, prostopadłe do siebie, tworzą zazwyczaj prostokątną siatkę leżącą w jednej płaszczyźnie, najczęściej poziomej. Ruszty stosowane są jako więzary dachowe przy ich dużych rozpiętościach oraz jako fundamenty składające się z żeber (ław) opartych bezpośrednio na gruncie lub na głowicach pali w nim zagłębionych. Ruszt często łączy się monolitycznie z ułożoną na nim płytą żelbetową lub stalową. Taka konstrukcja bywa też stosowana jako tzw. strop płytowo-żebrowy.